# Marc Moro
Marc Moro (* 17. Juli 1977 in Etobicoke, Ontario) ist ein ehemaliger kanadischer Eishockeyspieler, der im Verlauf seiner aktiven Karriere zwischen 1993 und 2007 unter anderem annähernd 730 Spiele in der American Hockey League (AHL) und International Hockey League (IHL) auf der Position des Verteidigers bestritten hat. Darüber hinaus absolvierte Moro weitere 30 Partien für die Mighty Ducks of Anaheim, Nashville Predators und Toronto Maple Leafs in der National Hockey League (NHL).

## Karriere
Marc Moro begann seine Karriere als Eishockeyspieler in der Saison 1993/94 bei den Kingston Frontenacs, wo er in 43 Partien auflief und drei Punkte erreichte. Während des NHL Entry Draft 1995 wurde er in der zweiten Runde an insgesamt 27. Position von den Ottawa Senators ausgewählt, bei denen er allerdings nie auflief. Moro spielte bis 1997 bei den Frontenacs, wo er insgesamt 173 Spiele absolvierte und 40 Scorerpunkte erreichte. Der Abwehrspieler lief außerdem in 26 Partien für die Sault Ste. Marie Greyhounds auf. Anfang Oktober 1996 transferierten ihn die Ottawa Senators zusammen mit Ted Drury im Austausch für Jason York und Shaun Van Allen zu den Mighty Ducks of Anaheim. In der darauffolgenden Saison nahmen die Ducks den Verteidiger in den Kader auf, wo er allerdings nur ein NHL-Spiel absolvierte und danach für den Rest der Saison zum Farmteam, den Cincinnati Mighty Ducks, beordert wurde. Dort bestritt er 74 Partien und erreichte sieben Scorerpunkte. 
Im Oktober 1998 transferierten ihn die Ducks zusammen mit Chris Mason im Austausch für Dominic Roussel zu den Nashville Predators. Während seiner gesamten Zeit in Nashville von 1998 bis 2002 kam er kaum zu Einsätzen in der NHL. Er wurde vor allem im Farmteam der Predators, den Milwaukee Admirals, eingesetzt. Während Moro bei den Admirals 252 Partien absolvierte, erhielt er bei den Predators lediglich 27 Einsätze in der NHL. Anfang März 2002 transferierten ihn die Predators im Austausch für D. J. Smith und Marty Wilford zu den Toronto Maple Leafs. Auch bei den Leafs schaffte er es nicht sich durchzusetzen und bestritt quasi alle Spiele bei deren Farmteams, den St. John’s Maple Leafs und später auch bei den Toronto Marlies. Dort gehörte er jahrelang zum Stammkader und bestritt fast alle Partien der regulären Saison. Nach der Saison 2006/07 beendete Marc Moro seine aktive Karriere.

## Erfolge und Auszeichnungen
- 1996 OHL Third All-Star Team

## Karrierestatistik
(Legende zur Spielerstatistik: Sp oder GP = absolvierte Spiele; T oder G = erzielte Tore; V oder A = erzielte Assists; Pkt oder Pts = erzielte Scorerpunkte; SM oder PIM = erhaltene Strafminuten; +/− = Plus/Minus-Bilanz; PP = erzielte Überzahltore; SH = erzielte Unterzahltore; GW = erzielte Siegtore; 1 Play-downs/Relegation; Kursiv: Statistik nicht vollständig)